# Achterlader

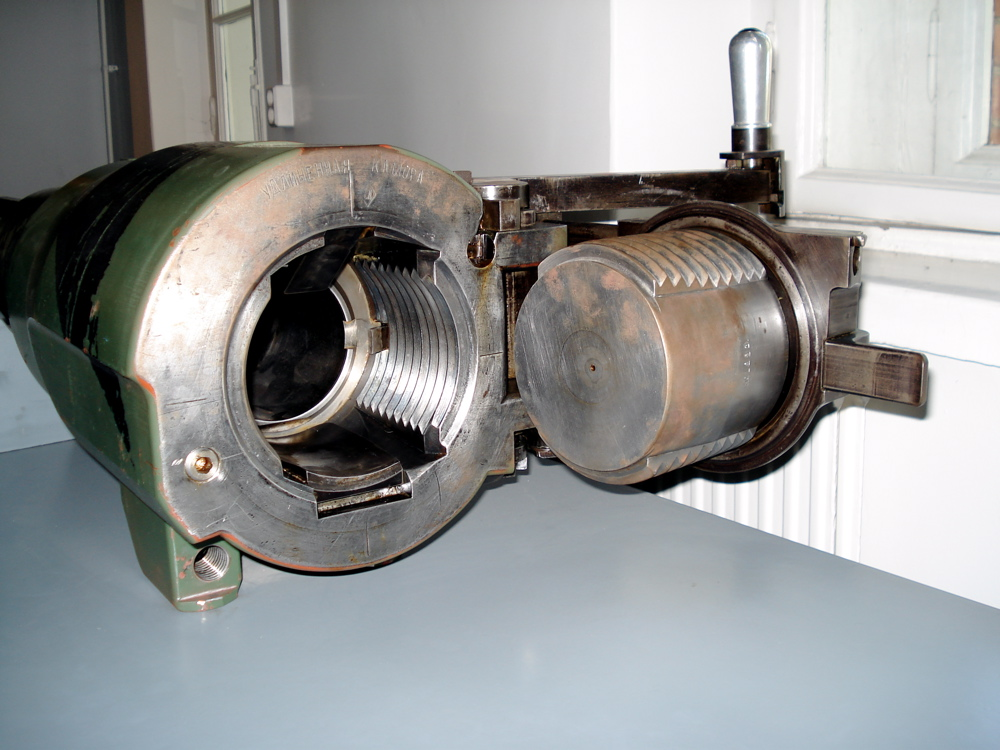
De achterkant van een groot Russisch kanon

Een achterlader is een vuurwapen waarbij aan de achterkant van de loop een kamer is aangebracht.
Deze kamer kan door middel van een grendel, een schuif of een klep worden geopend. Daarna kan deze kamer worden voorzien van een projectiel, in de wandeling wel genoemd kogel en een voortdrijvende lading van buskruit dan wel van een complete patroon.
Voor geweren was een oplossing gevonden door middel van de patroon, maar voor grotere kanonnen was dit niet mogelijk. Omstreeks midden 19e eeuw ging men experimenteren met kanonnen met achterlader, terwijl tegelijk proeven werden genomen met getrokken lopen.
De eerste wapens waren allemaal voorladers, maar alle moderne vuurwapens zijn achterladers. De achterlader kwam pas in gebruik nadat een goede gasafsluiting was gevonden. Een achterlader werkt sneller omdat de kogel niet door de gehele loop naar binnen geduwd hoeft te worden en - bij scheepsgeschut - het kanon niet meer na een schot geheel naar binnen worden gehaald om te herladen. Verder was een achterlader veiliger, bij een voorlader kon de lader bloot staan aan vijandelijk vuur en bij een achterlader bleef de geschutbemanning achter het kanon. Alleen mortieren zijn meestal nog voorladers.
Tijdens de Pruisisch-Oostenrijkse Oorlog in 1866 versloeg het Pruisische leger onder leiding van Helmuth von Moltke het Oostenrijkse leger mede dankzij de invoering van geweren met achterlading. Het grote voordeel was dat Pruisische soldaten niet langer staand hoefden te vuren, zoals de Oostenrijkers, maar dit ook liggend konden doen.